# 스투레 시베르트센
스투레 시베르트센(노르웨이어: Sture Sivertsen, 1966년 4월 16일~)은 노르웨이의 은퇴한 크로스컨트리 스키 선수이다. 올림픽에서 금메달 1개, 은메달 1개, 동메달 1개를 획득했으며, 1993년 세계 선수권 대회에서 10km 클래식 부문에서 우승을 차지했다.